# Robert Fulton (gouverneur)
Robert Fulton, né le 21 décembre 1948 est un homme politique britannique qui est gouverneur de Gibraltar d'octobre 2006 à novembre 2009.